# Badminton-Weltmeisterschaft der Gehörlosen 2003
Die Badminton-Weltmeisterschaft der Gehörlosen 2003 fand vom 20. bis zum 28. Oktober 2003 in Sofia statt.

## Sieger und Platzierte
| Disziplin    | Gold                                  | Silber                               | Bronze                                      |
| ------------ | ------------------------------------- | ------------------------------------ | ------------------------------------------- |
| Herreneinzel | Rajeev Bagga                          | Jannich Tanghus Andersen             | Woo Ji-soo                                  |
| Dameneinzel  | Jeong Seon-hwa                        | Kristina Dovidaitytė                 | Olga Gurina                                 |
| Herrendoppel | Sin Hyun-woo Woo Ji-soo               | Artemy Karpov Anton Kulakov          | Jannich Tanghus Andersen Jesper Söndergaard |
| Damendoppel  | Jeong Seon-hwa Bak Eun-jeong          | Kristina Dovidaitytė Jevgenija Novik | Isabelle Cicala Sophie Bula                 |
| Mixed        | Tomas Dovydaitis Kristina Dovidaitytė | Artemy Karpov Galina Vasilieva       | Sin Hyun-woo Jeong Seon-hwa                 |